# Тимофеев, Владимир Фёдорович
Владимир Фёдорович Тимофеев (5 (17) августа 1858, Полтава — 14 декабря 1923, Харьков) — профессор-химик, был избран депутатом Государственной думы I созыва от Киевской губернии, но от полномочий отказался.

## Биография
Родился в небогатой дворянской семье. Рано потерял родителей, остался на попечении старшей сестры Анны Фёдоровны, учительницы русского языка и истории в Харьковской Мариинской женской гимназии. В 1877 году, окончив 3-ю Харьковскую гимназию с золотой медалью, Тимофеев поступил на физико-химическое отделение физико-математического факультета Харьковского университета. Считал своим учителем Н. Н. Бекетова,  лекции которого по неорганической, аналитической, технической и физической химии входили в университетский курс. В 1881 году награждён золотой медалью за работу "Исследование действия спиртового едкого кали на галоидосоединения спиртовых радикалов", которую доложил на съезде естествоиспытателей в Одессе. В том же 1881 году окончил университет. C 1882 по 1886 год служил лаборантом агрономической лаборатории Харьковского университета. Читал курсы агрономического анализа и органической химии. В 1887 году получил звание приват-доцента. 
Летом 1888 года на даче Линтварёвых познакомился с А. П. Чеховым, состоял с ним в переписке. Чехов ценил шутки Тимофеева.
C 1888 до 1899 года одновременно с работой в Харьковском университете читал лекции по аналитической химии в Харьковском технологическом институте. С августа 1889 по 1891 год стажировался в лабораториях Европейских университетов и слушал лекции В. Ф. Оствальда (Лейпциг), П. Э. М. Бертло (Париж), В. Мейера (Гейдельберг). Вернувшись, преподавал на физико-математическом  и  медицинском  факультетах. В 1894 защитил магистерскую диссертацию  "Исследование над растворимостью веществ в органических растворителях". С 1895 по 1900 экстраординарный профессор химии Харьковского университета. В 1899—1908 — профессор кафедры физической химии Киевского политехнического института. В 1906 году защитил докторскую диссертацию. В 1906 стал директором Киевского политехнического института.
21 апреля 1906 избран в Государственную думу I созыва от общего состава выборщиков Киевского губернского избирательного собрания, но 22 апреля 1906 объявил об отказе от депутатских полномочий.
В 1907 году участвовал в Первом Менделеевском съезде. С 1907 года в Харьковском университете занимал кафедру неорганической химии, а затем с 1908 до 1922 был профессором кафедры физической химии. Одновременно с 1908 по 1910 год читал по найму физическую химию в Харьковском технологическом институте. В 1909 преподавал неорганическую химию на Высших женских курсах.  
В 1912 - 1918 гг. занимал пост директора Харьковских высших коммерческих курсов, в 1916 г. получивших статус Коммерческого института. 
Во время Первой мировой войны принимал участие в контроле качества различных видов сырья. Совместно с членами комиссии физико-химического общества контролировал качество продуктов на рынках г. Харькова. В 1914–1916 годах гласный Харьковской городской Думы. 
В 1921 году руководитель научно-исследовательской кафедры по физической химии при Харьковском институте народного образования (ХИНО). В 1922 году основал и стал первым директором Украинского института прикладной химии.  
Научные исследования были посвящены изучению природы неводных растворов. Ставил эксперименты исследовал по растворимость различных органических и неорганических соединений в безводных растворах при различных температурах. В 1904 году изучал химические и физические процессы, дающие положительный или отрицательный тепловой эффект при образовании безводных растворов. Цикл его исследований стал подтверждением химической теории растворов.

## Труды
- Исследования над растворимостью веществ в органических растворителях. Харьков, 1894;
- О разложении трихлоруксусной кислоты и некоторых её солей в водном растворе. СПб., 1904;
- О теплоте образования неводных растворов. Киев, 1904;
- Курс лекций по физико-химии. Харьков, 1908,
- Краткий курс химии (для серии учебников в издательстве Брокгауза и Ефрона)[1].
- Физическая химия. Харьков, 1923.

### Рекомендуемые источники
- Библиография. В кн. "Физико-математический факультет Харьковского университета за сто лет", стр. 190-191.
- Комарь Н. П., Жизнь и деятельность профессора В. Ф. Тимофеева, в кн.: Из истории отечественной химии, Харьков. 1952.

### Архивы
- Российский государственный исторический архив. Фонд 1278. Опись 1 (1-й созыв). Дело 122. Лист 14 оборот.